# Xivray-et-Marvoisin
Xivray-et-Marvoisin é uma comuna francesa na região administrativa de Grande Leste, no departamento de Meuse. Estende-se por uma área de 14,45 km². Em 2010 a comuna tinha 106 habitantes (densidade: 7,3 hab./km²).